# Gens Pontia
La Gens Pontia fu una famiglia di origine plebea dell'antica Roma. La gens conobbe il suo splendore nel periodo dell'impero, ottenendo anche la carica molto ambita del consolato. Molto probabilmente, Ponzio Pilato era membro di questa gens.

## Origine
I Pontii erano di origine sannitica, e sono citati per la prima volta in relazione alle guerre sannitiche, dopo le quali alcuni di loro si trasferirono a Roma. Il loro nomen, Pontius, è un cognome patronimico derivato dal praenomen osco Pontus o Pomptus, affine al praenomen latino Quintus. Così, "Ponzio" è l'equivalente sannita delle gentes romane Quinctia e Quinctilia. In alternativa, può essere collegato alla parola latina pons (ponte) e significa "costruttore di ponti".

## Rami e cognomina
L'unico cognome portato dai Pontii della Repubblica è Aquila, un'aquila. Vari cognomina si trovano in epoca imperiale.

## Membri
Questo elenco include i praenomina abbreviati. Per una spiegazione di questa pratica, vedere la filiazione.
- Ponzio Cominio, un giovane soldato che si offrì volontario per trasmettere un messaggio dell'esercito al senato, in seguito alla battaglia dell'Allia, quando il Campidoglio fu assediato dai Galli. Galleggiando lungo il fiume su alcuni legni fino a raggiungere il Campidoglio, chiese che Marco Furio Camillo, che era allora in esilio, fosse nominato dittatore.
- Erennio Ponzio, un anziano residente di Caudium al tempo della resa romana del 321 a. C., che consigliò ai vittoriosi sanniti o di liberare i romani illesi, o di passarli a fil di spada, concludendo che imporre termini di pace su un esercito conquistato avrebbe solo portato i romani a tornare in cerca di vendetta.
- Gaio Ponzio, il condottiero sannita che organizzò l'intrappolamento di un esercito romano alle Forche Caudine nel 321 a. C. Nella tradizione letteraria romana, ha imposto condizioni di pace all'esercito sconfitto contro il consiglio di suo padre, e in seguito è stato lui stesso catturato e decapitato dai romani per vendetta, ma questo è pensato per essere astorico.
- Ponzio, amico di Scipione Emiliano.
- Ponzio Telesino, condottiero sannita durante la guerra sociale, e oppositore di Silla durante la guerra civile romana dell'82 a. C. Tentò di rompere l'assedio di Preneste da parte di Silla, ma fu sconfitto e ucciso nella Battaglia di Porta Colline.
- Ponzio Aquila, tribuno della plebe nel 45 a.C., infastidì Giulio Cesare non alzandosi in piedi durante la sua processione trionfale, e in seguito divenne uno degli assassini di Cesare. Divenne legato del compagno cospiratore Decimo Bruto Albino nella Gallia Cisalpina e fu ucciso nella battaglia di Modena contro le forze di Marco Antonio.